# Arøya
Arøya est un groupe d'îles de la commune de Larvik,  dans le comté de Vestfold en Norvège.

## Description
L'archipel est situé dans la partie extérieure du fjord de Langesund en Norvège. Les îles appelées Store Arøy, Lille Arøy et Vesle Arøy sont situées à peu près à mi-chemin entre les villes de Langesund et Helgeroa dans la municipalité de Larvik.
C'est une zone de chalets de loisirs typique pour la population de la région ainsi que pour les citadins de la capitale norvégienne Oslo à 1h30 de route. Il y a encore quelques familles résidant sur les îles, où la pêche est la principale source de revenus.
En été, un ferry local (Skjæløy) relie Helgeroa à Langesund. Le ferry fait plusieurs arrêts sur les îles. Le voyage est fréquemment utilisé par les touristes aller-retour pour une vue magnifique sur la région. Les motards utilisent également le ferry comme raccourci vers la côte sud de la Norvège.